# Corna, Alba

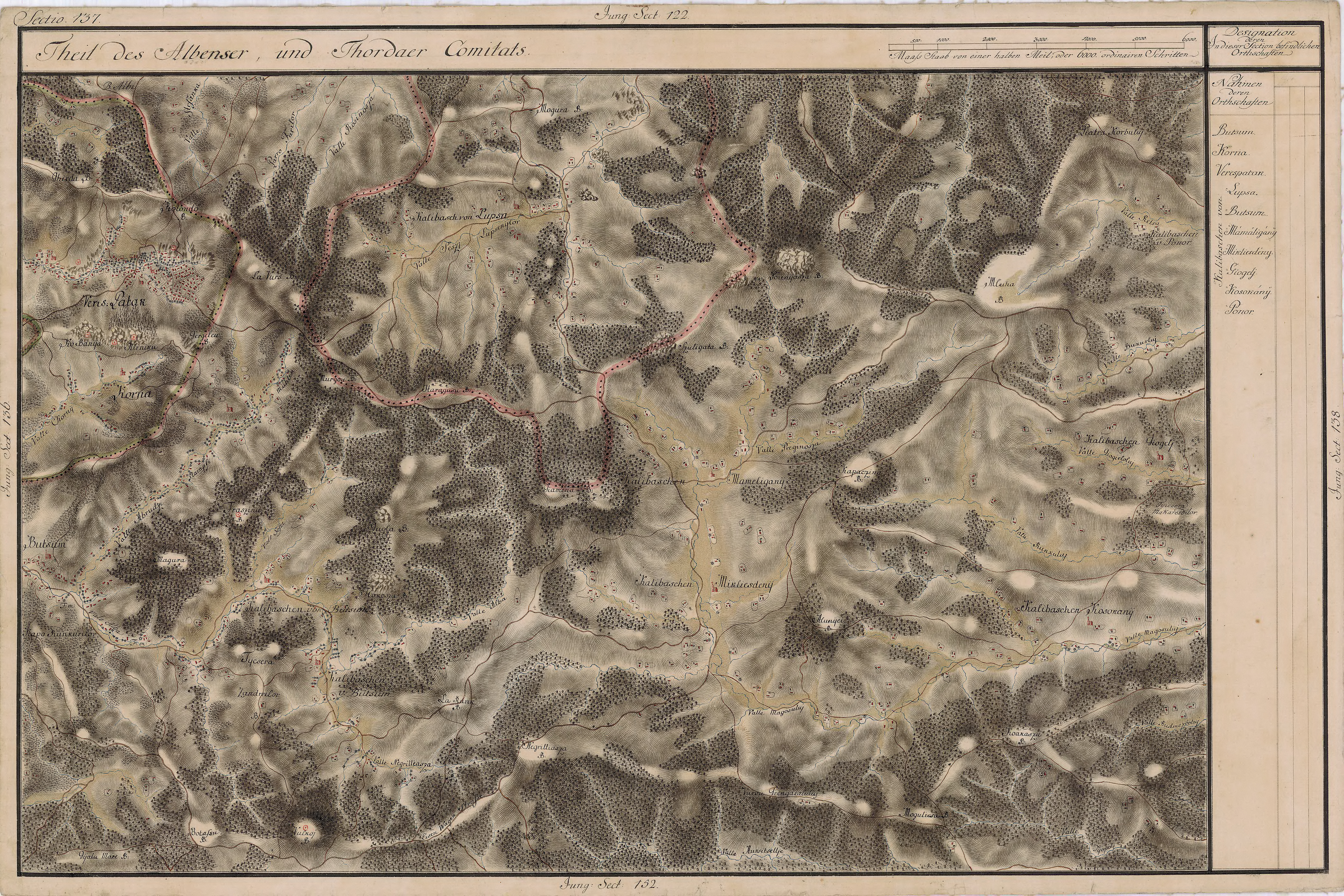
Corna pe Harta Iosefină a Transilvaniei, 1769-1773 (Sectio 137)

Corna (în maghiară Szarvaspatak) este un sat în comuna Roșia Montană din județul Alba, Transilvania, România.

## Istoric
Pe Harta Iosefină a Transilvaniei din 1769-1773 (Sectio 137), localitatea apare sub numele de „Korna”. 

## Lăcașuri de cult
- Biserica greco-catolică, construită în jur de 1841.

 Acest articol despre o localitate din județul Alba este deocamdată un ciot. Puteți ajuta Wikipedia prin completarea lui.